# Galleria Warowland
La Galleria Warowland è un edificio dalle forme neogotiche situato in piazzale Berzieri a Salsomaggiore Terme, in provincia di Parma; vi hanno sede l'ufficio informazioni turistiche I.A.T. e l'Assessorato al turismo con i relativi uffici tecnici.

## Storia
Il primo nucleo dell'edificio fu realizzato fra il 1912 e il 1914 dall'architetto Orsino Bongi su incarico del conte Ladislao Tyszidewicz, antiquario di origine polacca che desiderava aprire a Salsomaggiore una filiale della galleria d'arte antica milanese Warowland.
Già nel 1919 la marchesa Alberta dalla Rosa Zambelli, figlia di Guido dalla Rosa Prati, acquistò la palazzina con l'intenzione di stabilirvi la propria residenza. Nello stesso anno fu però costretta a cederla al Demanio pubblico, che espropriò l'edificio in base ad un decreto ministeriale del duca Tommaso di Savoia, che ne aveva sancito l'abbattimento, allo scopo di creare un'ampia piazza attorno alle monumentali Terme Berzieri, all'epoca ancora in costruzione.
Ciò nonostante, la struttura fu risparmiata ed adibita a sede della Direzione delle Regie Terme, ospitandone il gestore governativo, l'ufficio tecnico commerciale e la ragioneria, che, necessitando di maggiori spazi, richiesero due successivi ampliamenti, nel 1926 e nel 1932, con l'edificazione di altrettanti corpi ad uno e due livelli, in perfetta omogeneità stilistica con il nucleo originario.
Nel 1993 la Regione ne decretò l'uso turistico e la palazzina divenne sede dell'ufficio informazioni turistiche I.A.T. e dell'Assessorato al turismo del Comune di Salsomaggiore, oltre ad ospitare un negozio di prodotti termali.
Nel 2015 la società "Terme Di Salsomaggiore e di Tabiano SpA", proprietaria dell'edificio, a causa degli ingenti debiti accumulatisi negli anni, fu ammessa alla procedura di concordato preventivo; nel 2018 tutti i beni in suo possesso, tra cui la Galleria Warowland e le vicine Terme Berzieri, furono messi in vendita.

## Descrizione

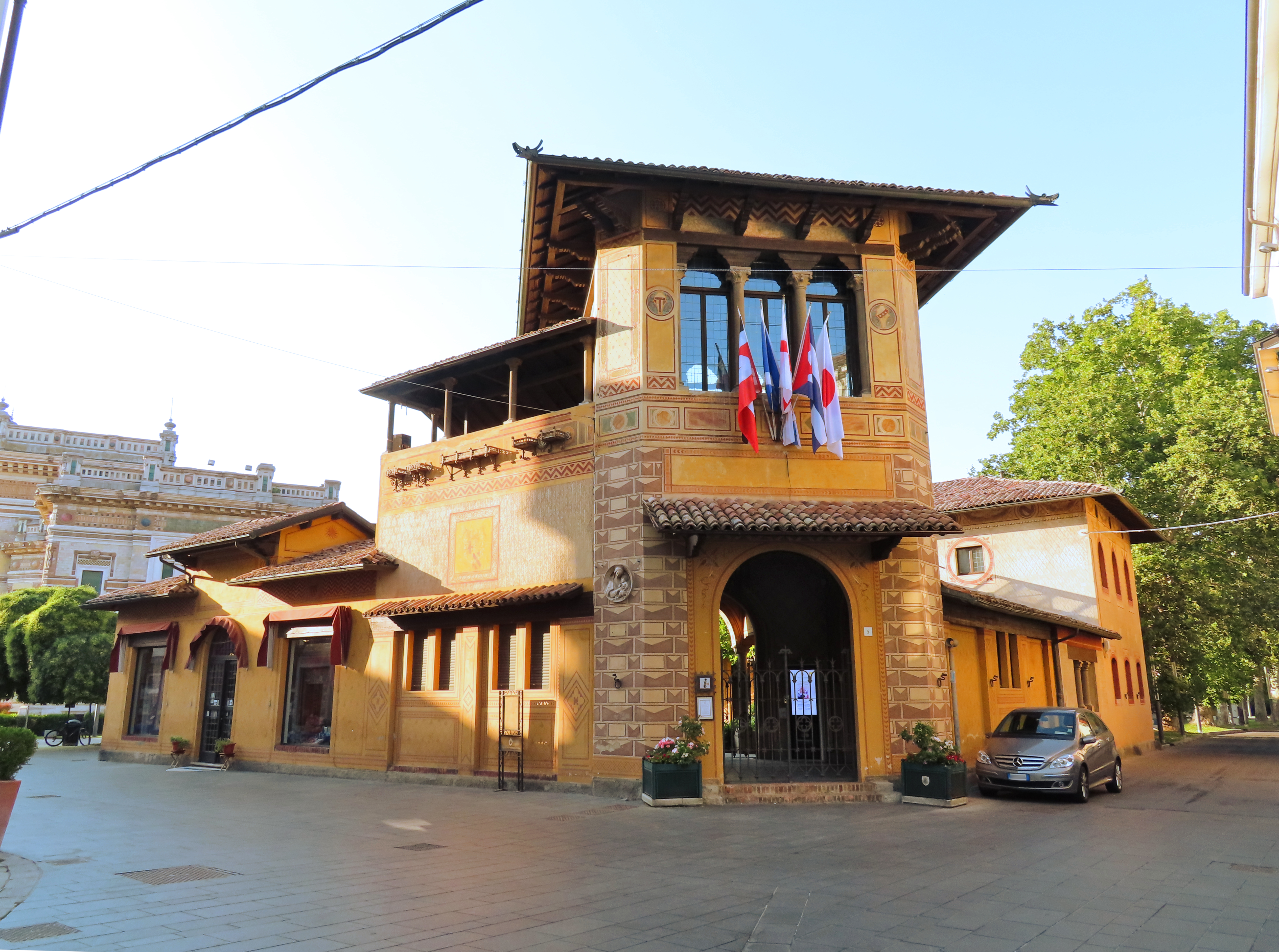
Facciata e lato ovest

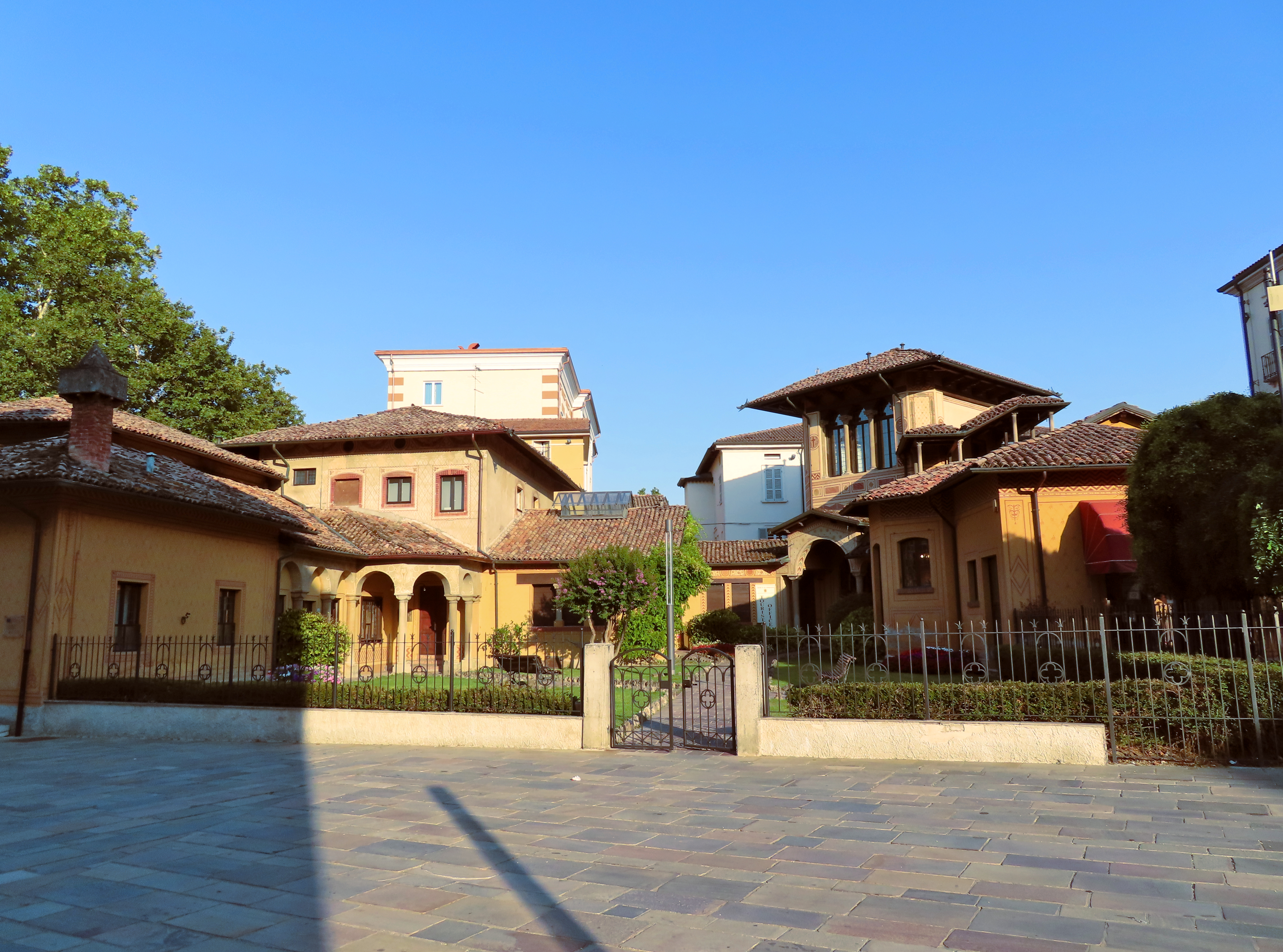
Cortile interno

L'edificio è collocato all'angolo fra la piazza e la stretta via Roma, sviluppandosi con una pianta articolata su tre lati di un piccolo cortile centrale adibito a giardino.
Le facciate, completamente asimmetriche, presentano tutti i tratti stilistici del Medievalismo lombardo, riproponendo molti elementi tipici delle antiche architetture gotiche; tra questi spiccano la torretta angolare con ingresso ad arco e sovrastante trifora, il loggiato adiacente retto da sottili colonnine in pietra, i portici del cortile interno, gli elaborati cornicioni lignei, le numerose tettoie, i doccioni a forma di teste di drago, le sofisticate inferriate e soprattutto le decorazioni dell'intonaco, realizzate a graffito, raffiguranti in varie parti un rivestimento in finto bugnato e motivi a lische di pesce, rombi e palmette.
Anche gli interni riprendono gli elementi stilistici neogotici, nelle raffigurazioni parietali di emblemi araldici, nei pavimenti in legno e nei pochi mobili originari conservatisi; di pregio risulta in particolare l'atrio, interamente decorato, che dà accesso attraverso un piccolo portico al giardino interno, aperto verso le vicine Terme Berzieri.